# Nupserha deusta
Nupserha deusta là một loài bọ cánh cứng trong họ Cerambycidae.